# Chilesus geminatus
Chilesus geminatus är en tvåvingeart som beskrevs av Stanley Willard Bromley 1932. Chilesus geminatus ingår i släktet Chilesus och familjen rovflugor. Inga underarter finns listade i Catalogue of Life.